# Ноздрев, Николай Станиславович
Николай Станиславович Ноздрев (род. 10 сентября 1971) — российский дипломат. Чрезвычайный и полномочный посол (2025).

## Биография
Окончил Московский государственный институт международных отношений (МГИМО) МИД России (1994). Владеет английским и японским языками. На дипломатической работе с 1994 года.
В 2010—2015 годах — старший советник, советник-посланник Посольства России в Австралии. 
В 2015—2018 годах — заместитель директора Третьего департамента Азии МИД России. 
С 20 февраля 2018 по январь 2024 года — директор Третьего департамента Азии МИД России. 
С 19 января 2024 года — чрезвычайный и полномочный посол Российской Федерации в Японии.

## Дипломатический ранг
- Чрезвычайный и полномочный посланник 2 класса (16 декабря 2014)[2].
- Чрезвычайный и полномочный посланник 1 класса (28 декабря 2018)[3].
- Чрезвычайный и полномочный посол (10 февраля 2025)[4]

## Награды
- Медаль ордена «За заслуги перед Отечеством» II степени (23 ноября 2020) — за большой вклад в реализацию внешнеполитического курса Российской Федерации и многолетнюю добросовестную дипломатическую службу[5].